# Italienische Botschaft in Stockholm

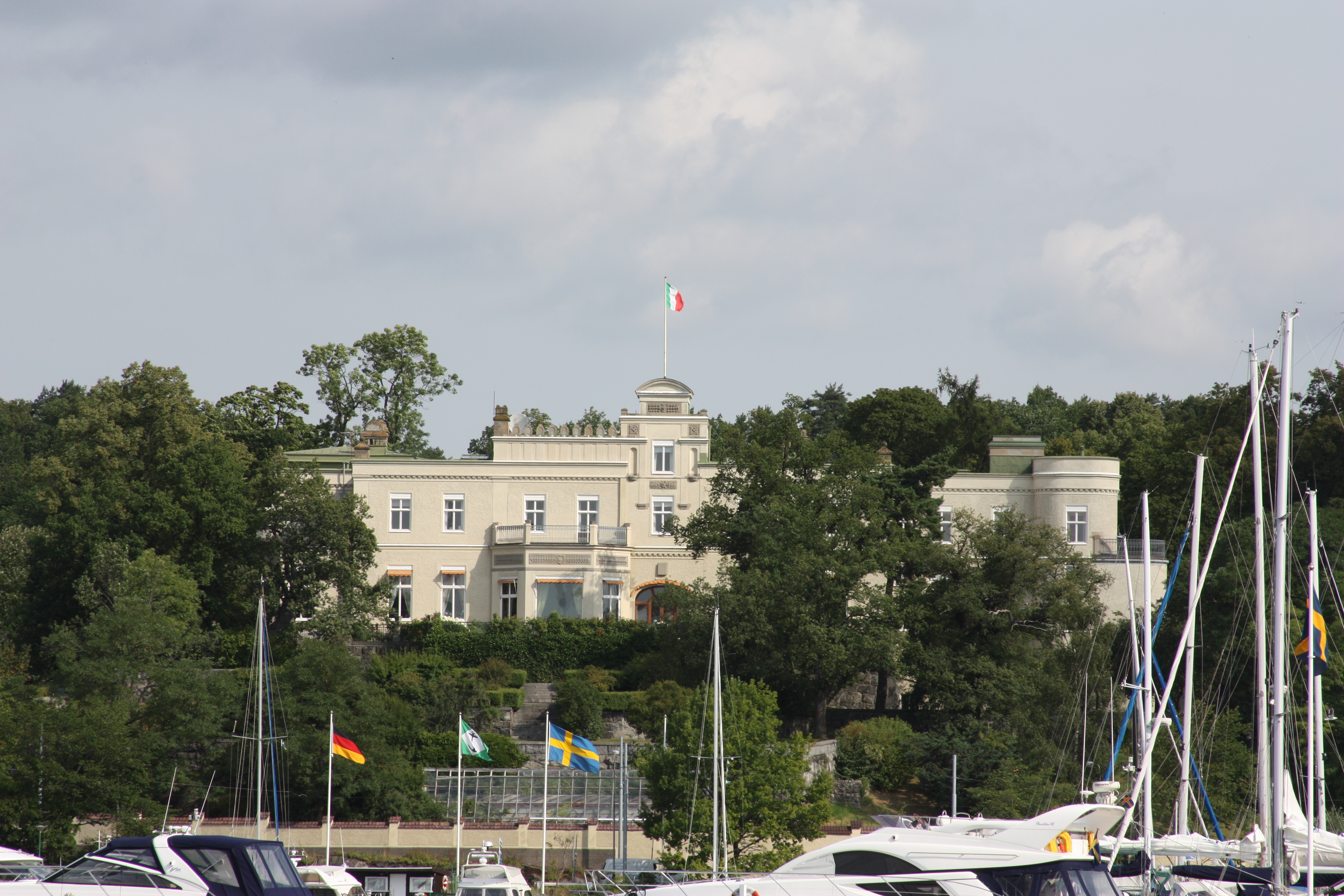
Italienische Botschaft, Oakhill, Djurgården

Die Italienische Botschaft in Stockholm ist die diplomatische Vertretung Italiens in Schweden.

## Lage
Die Botschaft liegt auf einem als Oakhill (ehemals Rysbacken) bezeichneten Hügel am südlichen Ufer der Insel Djurgården (Valdemarsön) in Stockholm. Die Adresse lautet Djurgårdsvägen 174; dort befinden sich sowohl die Residenz des Botschafters, als auch die Botschaftskanzlei. Auf der Westseite des Hügels ist in einem separaten Gebäude (mit separatem Eingang) die Konsularabteilung untergebracht. Im Stadtbezirk Diplomatstaden (Gärdesgatan 14, ⊙) befindet sich ein italienisches Kulturinstitut und eine Niederlassung des Fremdenverkehrsamtes ENIT. Im Stockholmer Vorort Solna (Korta gatan 7) unterhält die italienische Regierung eine Außenhandelsagentur.
Der Botschaft nachgeordnet sind Honorarkonsulate in Malmö, Umeå, Sundsvall und Göteborg (inaktiv) sowie Vizehonorarkonsulate in Luleå, Karlstad und Visby (Stand 2021).

## Geschichte
Die englische Ortsbezeichnung Oakhill stammt von dem britischen Admiral Sir Thomas Baker, für den der schwedische Architekt Fredrik Blom in den 1820er Jahren auf dem Hügel einen Sommersitz errichtete. Ab 1836 wechselten die Eigentümer mehrmals. Im Jahr 1907 ließ Prinz Wilhelm von Schweden auf dem von ihm erworbenen Grund ältere Sommerresidenzen abreißen und von dem Architekten Ferdinand Boberg ein 40-Zimmer-Palais errichten. Wilhelm bewohnte es ab 1910 mit seiner Ehefrau, der Großfürstin von Russland Maria Pawlowna, nur für kurze Zeit. Nach der Trennung der Eheleute stand das Palais einige Zeit leer und wurde dann an den damaligen Gesandten der Vereinigten Staaten in Schweden, Ira Nelson Morris, vermietet. 1926 erwarb die italienische Regierung das 15.000 m² große Anwesen für die diplomatische Vertretung Italiens in Schweden. Renovierungsarbeiten erfolgten Ende der 1970er Jahre.
Vorgänger der Botschaft war bis 1861 eine Gesandtschaft des Königreiches Sardinien-Piemont. Die italienische Gesandtschaft in Stockholm wurde 1956 zur Botschaft aufgewertet.